# Dzwonecznik wonny
Dzwonecznik wonny (Adenophora liliifolia (L.) Besser) – gatunek rośliny wieloletniej z rodziny dzwonkowatych. Występuje w Azji i Europie. W Polsce ma swoją północno-zachodnią granicę występowania i jest bardzo rzadki. Występował na ok. 100 stanowiskach w północno-wschodniej części kraju i w pasie wydm nadmorskich, na wielu z nich jednak już wyginął.

## Morfologia

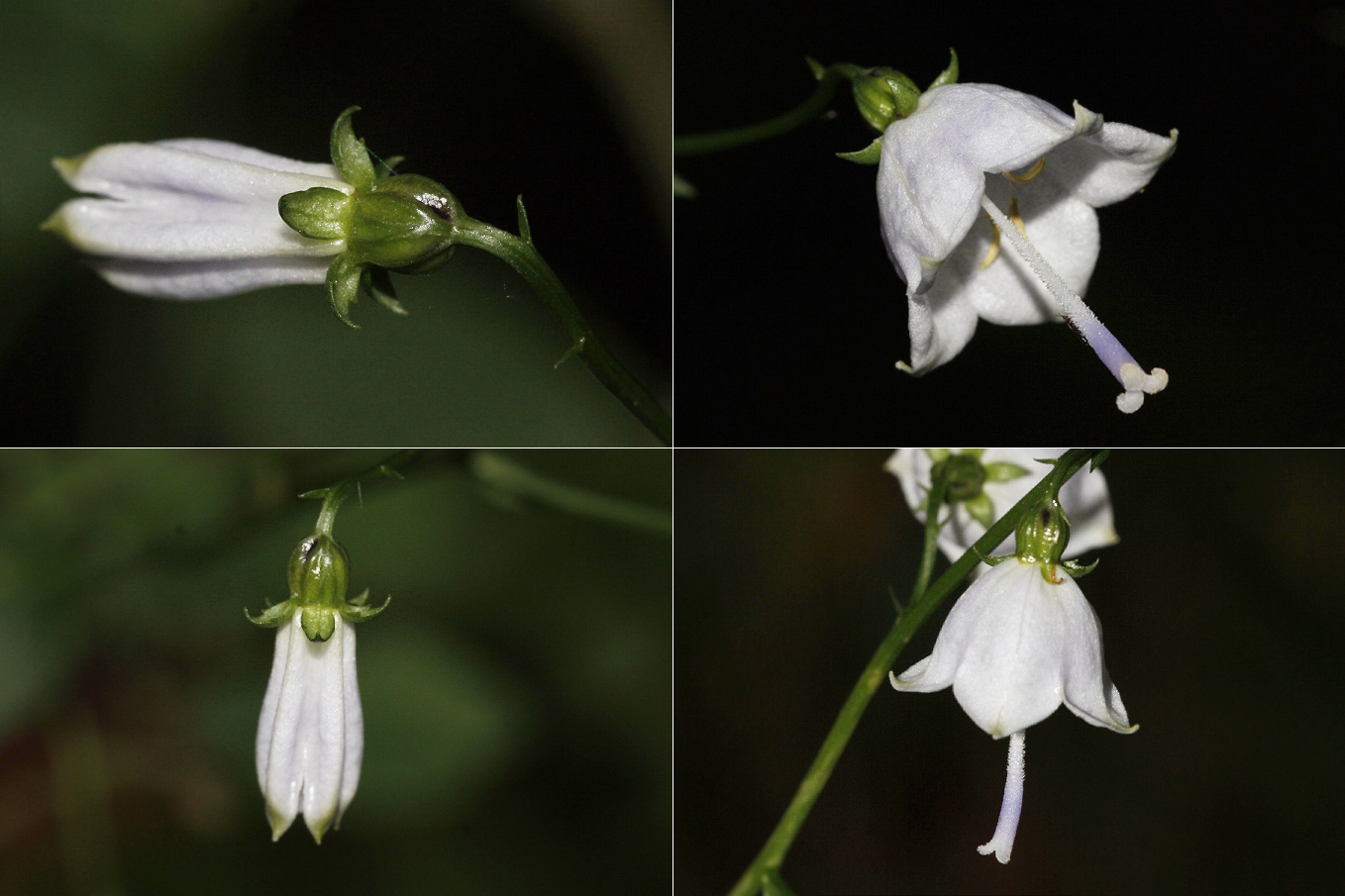
Kwiaty

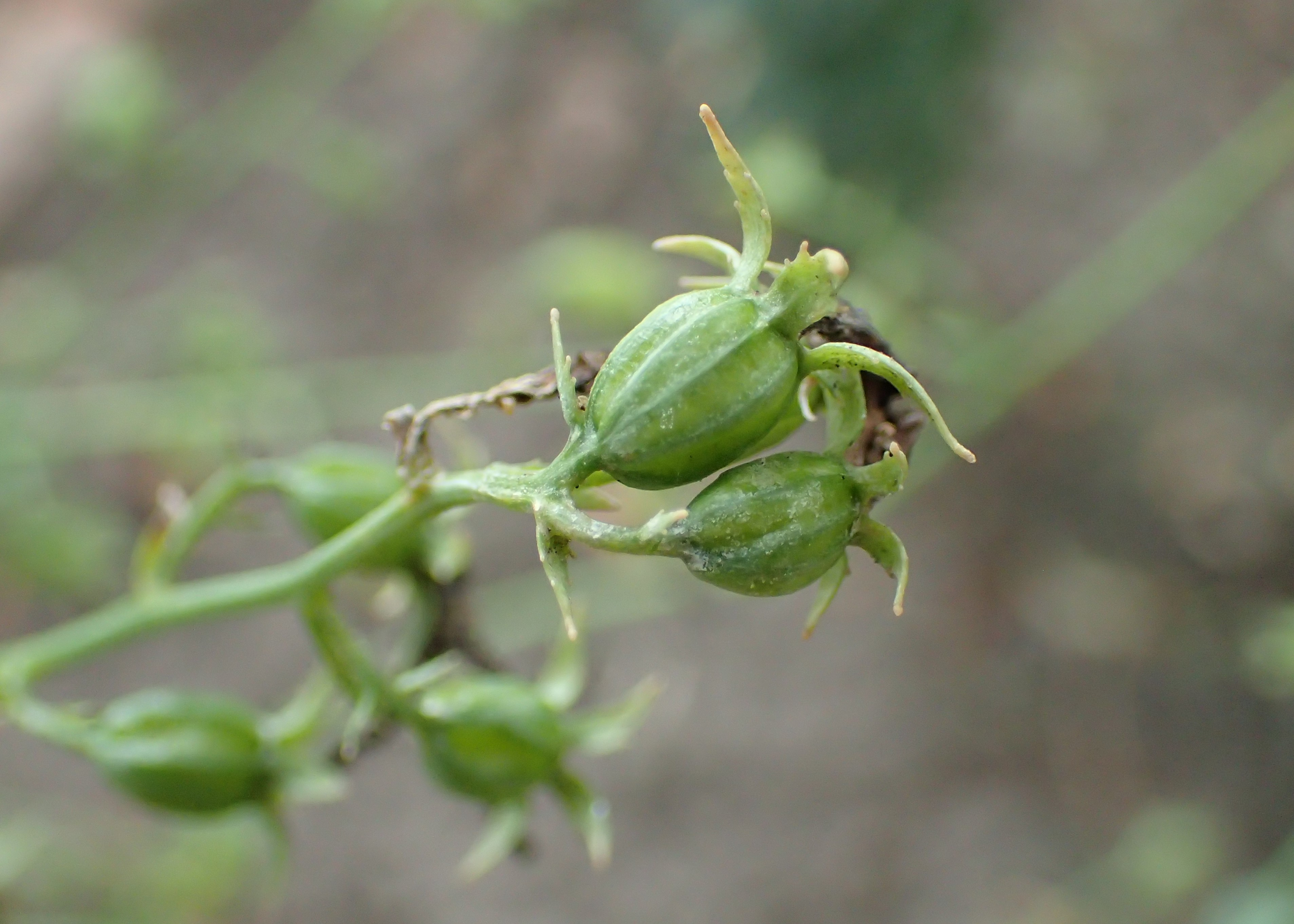
Owoce

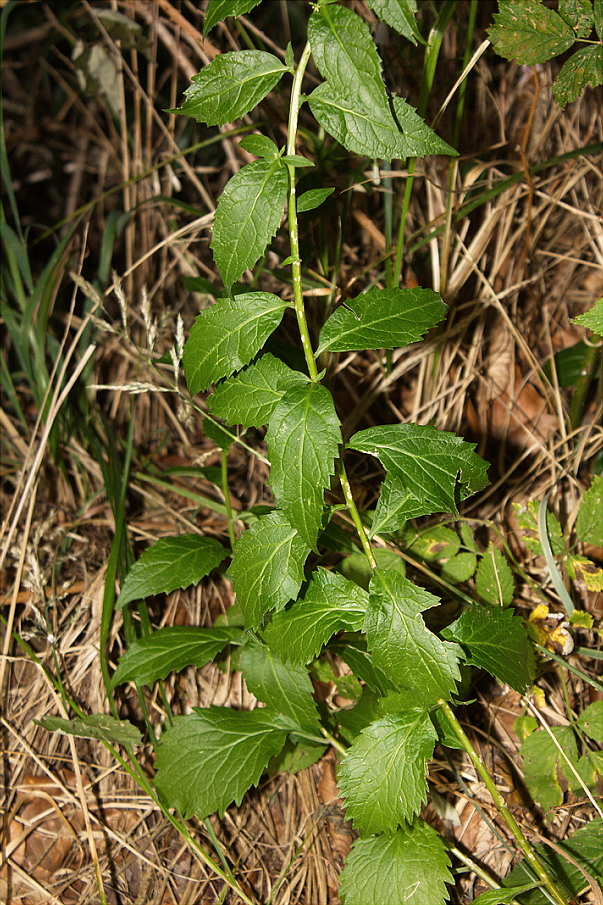
Liście

PokrójRoślina o wysokości do 50 cm, rzadko wyższa. Ma wzniesioną łodygę i burakowato zgrubiały korzeń
LiścieUlistnienie skrętoległe. Liście odziomkowe na długich ogonkach i dość wcześnie obumierające, dolne łodygowe krótkoogonkowe, podłużnie jajowate, o piłkowanych brzegach, górne lancetowate i prawie całobrzegie. Na spodniej stronie (szczególnie na nerwach) owłosione krótkimi i szorstkimi włoskami.
KwiatyZebrane w dużą, szeroko rozpostartą wiechę. Kwiaty pachnące, jasnoniebieskie, o długości 12–20 mm. Dwukrotnie krótszy od korony kielich złożony jest z 5 lancetowatych i gruczołkowato ząbkowanych (czasami całobrzegich) działek. Szerokodzwonkowata korona o łatkach krótszych od rurki. Wewnątrz korony dwukrotnie od niej dłuższy słupek z 3 znamionami, o szyjce górą zgrubiałej i brodawkowato owłosionej. U nasady słupka pierścień miodników. 5 pręcików o spłaszczonych i orzęsionych nitkach.
OwocOdwrotnie gruszkowata, kanciasta torebka otoczona wieńcem trwałych działek kielicha. Otwiera się trzema otworami przy nasadzie. Nasiona brunatne, drobne, wąsko oskrzydlone, o długości do 1,7 mm.

## Biologia i ekologia
RozwójBylina, hemikryptofit. Kwitnie od czerwca do sierpnia. Roślina miododajna, zapylana przez liczne gatunki owadów. Czasami trzmiele wykonują otwór z boku korony rabując nektar i nie dokonując zapylenia. Nasiona dojrzewają we wrześniu i rozsiewają się w ciągu 3 miesięcy. Kiełkują dobrze. Rozmnaża się głównie przez nasiona, ale czasami (rzadko) także wegetatywnie przez podział bryły korzeniowej.
SiedliskoŚwietliste lasy, zarośla i ich obrzeża. Preferuje gleby lessowe lub piaszczysto-gliniaste. Szczególnie preferuje świetliste, bogate w gatunki lasy dębowe.
GenetykaLiczba chromosomów 2n = 34.

## Zagrożenia i ochrona
Gatunek objęty w Polsce ścisłą ochroną. Według Czerwonej listy roślin i grzybów Polski (2006) jest to gatunek wymierający (kategoria zagrożenia E), w wydaniu z 2016 roku otrzymał kategorię CR. Według Polskiej czerwonej księgi roślin jest gatunkiem krytycznie zagrożonym (kategoria CR). Występuje na obszarze m.in. Ojcowskiego, Poleskiego i Wigierskiego Parku Narodowego, Mazurskiego Parku Krajobrazowego i w kilku rezerwatach przyrody. Głównym zagrożeniem dla gatunku jest utrata naturalnych siedlisk oraz niszczenie okazów przez ich pozyskiwanie z siedlisk naturalnych.

## Znaczenie
Jest uprawiany jako roślina ozdobna. Nadaje się do ogrodów skalnych, na rabaty i na kwiat cięty. Ma takie same wymagania, jak dzwonki (Campanula). Najlepiej rośnie na wilgotnej, żyznej i przepuszczalnej glebie, w pełnym słońcu lub w częściowym zacienieniu. Rozmnaża się z nasion wysiewanych jesienią, lub wiosną przez podział bryły korzeniowej lub przez sadzonki z podstawy pędów.